# Почеттино, Томас
Томас Почеттино (исп. Tomás Pochettino; род. 1 февраля 1996[…], Рафаэла) — аргентинский футболист, полузащитник клуба «Форталеза».

## Клубная карьера
Почеттино — воспитанник клуба «Бока Хуниорс». 8 ноября 2015 года в матче против «Росарио Сентраль» он дебютировал в аргентинской Примере. В начале 2016 года Почеттино для получения игровой практики на правах аренды перешёл в «Дефенса и Хустисия». 14 февраля в матче против «Лануса» он дебютировал за новую команду. 26 сентября в поединке против «Ривер Плейта» Томас забил свой первый гол за Дефенсу и Хустисию. Летом 2018 года Почеттино был арендован «Тальерес». 12 августа в матче против своего бывшего клуба «Бока Хуниорс» он дебютировал за новую команду. По окончании аренды клуб выкупил трансфер игрока. 2 марта 2020 года в поединке против «Патронато» Томас забил свой первый гол за «Тальерес».
11 февраля 2021 года Почеттино перешёл в американский «Остин», подписав с новообразованным клубом MLS контракт по правилу назначенного игрока. По сведениям прессы сумма трансфера составила 2,5 млн долларов. 17 апреля в матче первого тура сезона 2021 против «Лос-Анджелеса», ставшем для «Остина» дебютом в MLS, он вышел в стартовом составе и на 70-й минуте был заменён на Диего Фагундеса. 4 августа в поединке против «Хьюстон Динамо» он сделал «дубль», забив свои первые голы за «Остин», за что был назван игроком недели в MLS.
10 января 2022 года Почеттино отправился в аренду в «Ривер Плейт» на один год с опцией выкупа. 12 февраля в матче против «Униона Санта-Фе» он дебютировал за новую команду. 1 мая в поединке против «Атлетико Сармьенто» Томас забил свой первый гол за «Ривер Плейт».
6 января 2023 года Почеттино перешёл в бразильский клуб «Форталеза» за нераскрытую сумму. «Форталеза» приобрела 80 % экономических прав игрока у «Остина» и подписала с ним контракт до 31 декабря 2025 года.